# Luis Saez
Luis Saez, född 19 maj 1992 i Panama City i Panama, är en panamansk jockey.

## Karriär
Saez växte upp på en gård och utbildade sig till jockey på Laffit Pincay Jr.:s Jockey Training Academy i Panama. Han tog 37 segrar i Panama innan han flyttade till USA. Hans yngre bror, Juan, var även han jockey, men avled i en ridolycka vid Indiana Grand 2014. Saez tillägnade segern i Belmont Stakes 2021 till sin bror.
Saez red bland annat hästen Maximum Security till seger i 2019 års upplaga av Kentucky Derby, men diskvalificerades sedan på grund av trängning. Ekipaget vann senare världens mest penningstinna löp, Saudi Cup, 2020. Saez vann sitt första Breeders' Cup-löp 2020 och sitt första Triple Crown-löp 2021, båda med mästaren Essential Quality, som segrade i Breeders' Cup Juvenile (2020) och Belmont Stakes (2021).